# Kattilajärvi (sjö i Lieksa, Norra Karelen)
Kattilajärvi är en sjö i kommunen Lieksa i landskapet Norra Karelen i Finland. Sjön ligger 131,6 meter över havet. Den är 19,4 meter djup. Arean är 1,15 kvadratkilometer och strandlinjen är 12,27 kilometer lång. Sjön  ingår i Vuoksens huvudavrinningsområde.   Den ligger omkring 91 kilometer norr om Joensuu och omkring 460 kilometer nordöst om Helsingfors. 